# Àstrid Bergès-Frisbey
Àstrid Bergès-Frisbey, född 26 maj 1986 i Barcelona, är en spansk-fransk skådespelare som har varit med i bland annat Pirates of the Caribbean: I främmande farvatten, där hon spelade sjöjungfrun Syrena, och El sexo de los ángeles.

## Filmografi
- 2008 – Un barrage contre le Pacifique
- 2011 – Pirates of the Caribbean: I främmande farvatten
- 2012 – El sexo de los ángeles
- 2015 – Alaska
- 2024 – Cuckoo